# Natalie Merchant
Natalie Merchant (Jamestown, New York, 1963. október 26. – ) amerikai rockénekes, dalszerző. 1981-ben Natalie Merchant társalapítója volt a 10 000 Maniacs nevű folk-rock együttesnek. Az énekesük volt, zongorázott és sok dalukat írta. 1993-ban elvált a 10 000 Maniacstól.

## Pályafutása
Szólistaként első albuma, a „Tigerlily” 1995-ben jelent meg; csendes, melankolikus dalok gyűjteménye. A „Carnival” című száma lett az első kislemezlistákon. Második albumának címe, az „Ophelia” (1998) Shakespeare Hamletjének karakterére utal. Számos vendégzenész vett részt az album létrehozásában, köztük N'Dea Davenport (ének), Yungchen Lhamo (tibeti zenész, ének), és Daniel Lanois (gitár). A „Live in Concert” (1999) című lemeze az első két albumuk dalai mellett David Bowie „Space Oddity” és Neil Youngtól az „After the Gold Rush” dalainak feldolgozásait tartalmazza. A 2001 novemberében megjelent „Motherland” című albumot a 2001. szeptember 11-i áldozatoknak ajánlotta, bár dalainak felvétele korábban készült.
A „The House Carpenter's Daughter” (2003) volt az első albuma saját kiadójánál (Myth America Records). Az albumon modern és hagyományos népdalokat tartalmaz. A 2005 szeptemberében kiadott „Retrospective” pedig 1995-2005 legjobb albuma dalit tartalmazza. 2010. április 16-án jelent meg a "Leave Your Sleep" című duplaalbuma. Ez a lemez évszázadok verseiből és legendáiból álló összeállítás.
Ugyanebben az évben Natalie Merchant évek óta először koncertezett Európában, és bemutatta új albumát Skóciában.
Ezután, 2014-ben a „Natalie Merchant” című album jelent meg, amely az első saját új dalokat tartalmazó albuma a Motherland óta. 2016-ban jelent meg a „Paradise Is There: The New Tigerlily Recordings”, amelyen a akusztikusan, részben vonós feldolgozásokkal újraértelmezi az 1995-ös Tigerlily dalait.
2017-ben a „Butterfly” album következett, amely négy új dalt, valamint hat ismert dalt tartalmaz, és amelyeket itt egy vonósnégyessel vettek fel (az albumot csak a 10 CD-s dobozos The „Natalie Merchant Collection” részeként adták el).
2023 tavaszán Merchant kiadta kilencedik albumát „Keep Your Courage” címmel.

## Stúdióalbumok
- 1995: Tigerlily
- 1998: Ophelia
- 2001: Motherland
- 2003: The House Carpenter’s Daughter
- 2010: Leave Your Sleep
- 2014: Natalie Merchant
- 2015: Paradise Is There: The New Tigerlily Recordings
- 2017: Butterfly
- 2023: Keep Your Courage

## Filmek
| Év   | Cím                               | Szerep                           | Megjegyzések |
| ---- | --------------------------------- | -------------------------------- | ------------ |
| 1990 | Time Capsule                      | sajátmaga (vocals, piano, organ) | dok.film     |
| 1996 | One Fine Day                      | Előadó "One Fine Day"            | zene         |
| 1998 | Ophelia                           | Előadó                           | rövidfilm    |
| 1999 | Bringing Out the Dead             | Előadó/író: "These Are Days"     | zene         |
| 1999 | Natalie Merchant: Live in Concert | Sajátmaga (vocals, piano)        | video        |
| 2002 | When in Rome                      | Előadó/író: "These Are Days"     | zene         |
| 2003 | Cheaper by the Dozen              | Előadó/író: "These Are Days"     | zene         |
| 2004 | Purgatory House                   | Előadó/író: "My Skin"            | zene         |
| 2005 | Earthlings                        | Zeneszerző                       | dok.film     |
| 2006 | Candida                           | Előadó/író: "Motherland"         | zene         |

## Díjak
- 1977, 1999: American Society of Composers, Authors and Publishers − Pop Music Awards
- 1990, 1996: Pollstar Concert Industry Awards, jelölések

## Fordítás
Ez a szócikk részben vagy egészben  a   Natalie Merchant című német Wikipédia-szócikk ezen változatának fordításán alapul.  Az eredeti cikk szerkesztőit annak laptörténete sorolja fel. Ez a jelzés csupán a megfogalmazás eredetét és a szerzői jogokat jelzi, nem szolgál a cikkben szereplő információk forrásmegjelöléseként.